# Carl Zeiss Planar 50mm f/0,7

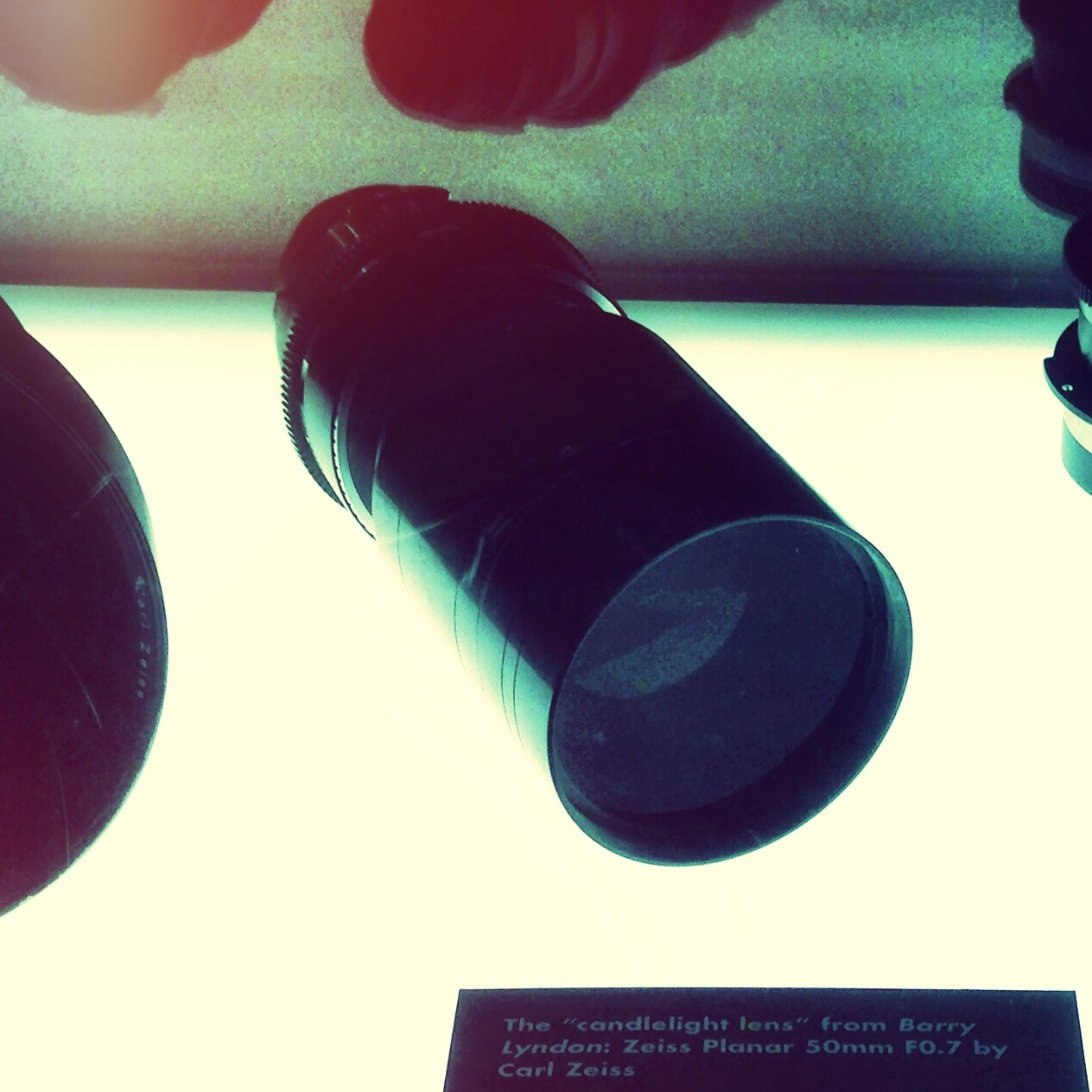
Lente en exhibición en LACMA, enero de 2013

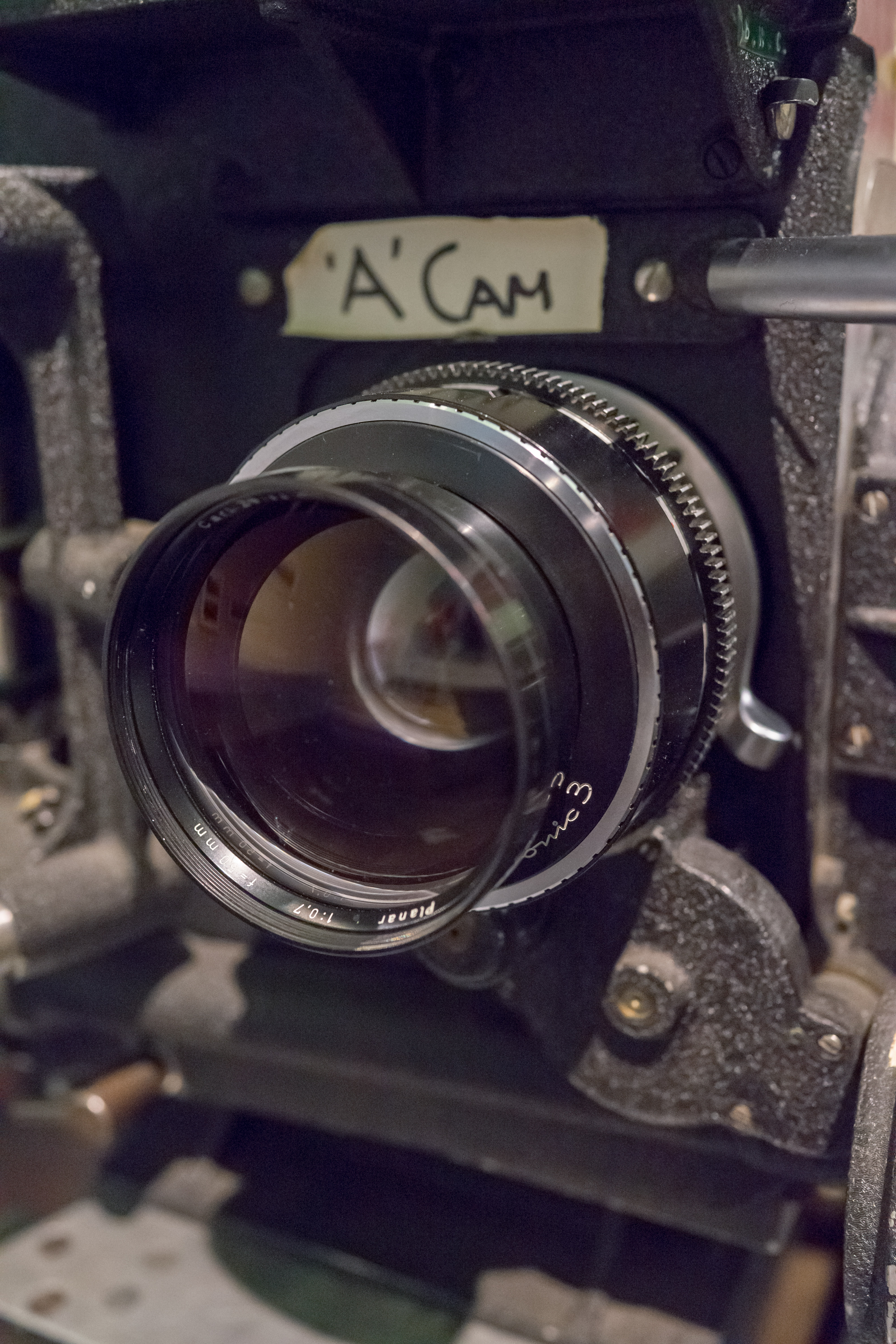
Lente acoplado a una cámara utilizada para la película Barry Lyndon

El lente Carl Zeiss Planar 50mm f/0,7 es uno de los objetivos fotográficos de mayor apertura jamás fabricado.

## Historia
Carl Zeiss fabricó el Planar de 50mm f/0,7 específicamente para el programa Apolo de la NASA. Fue diseñado en 1966 tomar fotografías del lado oscuro de la Luna. El director Stanley Kubrick utilizó estos objetivos en la producción de la película Barry Lyndon. Kubrick utilizó la gran apertura para poder grabar escenas utilizando solamente la luz de las candelas que formaban parte de la escenografía.
En total se fabricaron solamente 10 ejemplares. Uno de fue conservado por la compañía Carl Zeiss, seis fueron vendidos a la NASA, y tres fueron vendidos a Stanley Kubrick